# ساپیکوو
ساپیکوو (انگلیسی: Sapykovo) یک شهرک در شهرستان کوگارچینسکی جمهوری باشقیرستان در کشور روسیه است.